# Медицинский робот
Медицинский робот — это робот, используемый в медицинских целях. К ним относятся хирургические роботы. Они используются в большинстве телеманипуляторов, которые с одной стороны управляются хирургом, а с другой — «эффектором».

## Типы
- Хирургические роботы: эти роботы либо позволяют проводить хирургические операции с большей точностью, чем хирург-человек без посторонней помощи, либо позволяют проводить дистанционную хирургию, когда хирург-человек физически не присутствует рядом с пациентом.
- Реабилитационные роботы: они облегчают и поддерживают жизнь немощных, пожилых людей или тех, у кого нарушена работа частей тела, влияющих на движения. Эти роботы также используются для реабилитации и связанных с ней процедур, таких как тренировки и терапия.
- Биороботы: группа роботов, предназначенных для имитации когнитивных способностей людей и животных.
- Роботы для телеприсутствия: они позволяют медицинским работникам, находящимся вне клиники, перемещаться, осматриваться, общаться и участвовать в работе из удалённых мест.
- Аптечные роботы: роботизированные системы для выдачи твердых лекарственных форм в розничных аптеках или для приготовления стерильных растворов для внутривенных инъекций в больничных аптеках.
- Робот-компаньон: он способен эмоционально взаимодействовать с пользователями, составляя им компанию и предупреждая о проблемах со здоровьем.
- Дезинфицирующий робот: он способен дезинфицировать целую комнату всего за несколько минут, как правило, с помощью импульсного ультрафиолетового света. Они используются для борьбы с вирусом Эбола.
- Больничные роботы — благодаря заранее запрограммированной планировке помещений и встроенным датчикам больничные роботы доставляют лекарства, еду и образцы по всему госпиталю.
- Роботизированные протезы — ориентированы на то, чтобы обеспечить пользователям функциональность конечностей, похожую на естественную.
- Лабораторные роботы — это типы роботов, которые используются в лабораториях и предназначены для автоматизации процессов или помощи лаборантам в выполнении повторяющихся задач.